# 1220 (szám)
Az 1220 (római számmal: MCCXX) az 1219 és 1221 között található természetes szám.

## A szám a matematikában
A tízes számrendszerbeli 1220-as a kettes számrendszerben 10011000100, a nyolcas számrendszerben 2304, a tizenhatos számrendszerben 4C4 alakban írható fel.
Az 1220 páros szám, összetett szám. Kanonikus alakja 22 · 51 · 611, normálalakban az 1,22 · 103 szorzattal írható fel. Tizenkét osztója van a természetes számok halmazán, ezek növekvő sorrendben: 1, 2, 4, 5, 10, 20, 61, 122, 244, 305, 610 és 1220.
Az 1220 egyetlen szám valódiosztó-összegeként áll elő, ez a 2434.

## Csillagászat
- 1220 Crocus kisbolygó